# Caso Kornilov

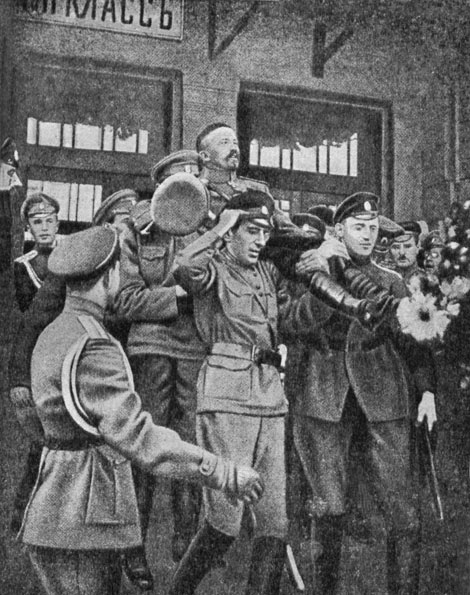
Il generale Lavr Kornilov portato in trionfo dai suoi ufficiali

Il Caso Kornilov, o Putsch di Kornilov, fu un tentativo di colpo di stato militare da parte del comandante in capo dell'Esercito russo, generale Lavr Kornilov, dal 27 al 30 agosto (calendario giuliano), 10–13 settembre (calendario gregoriano) 1917, contro il Governo provvisorio russo guidato da Aleksander Kerenskij e dal Soviet di Pietroburgo di deputati dei soldati e dei lavoratori. I dettagli esatti e le motivazioni del Caso Kornilov non sono confermati a causa della confusione generale di tutte le parti coinvolte.

## Antefatti
A seguito della "Rivoluzione di febbraio" dell'8–16 marzo 1917 (23 febbraio – 3 marzo nel calendario giuliano), la monarchia Russa perse il potere, sostituita dal Governo provvisorio russo i cui membri provenivano da diversi partiti politici, liberali o di sinistra, alcuni già rappresentati nella Duma e altri nel Soviet di Pietroburgo. Comunque, l'iniziale ondata di sostegno per il Governo provvisorio tra il popolo russo venne presto meno e crebbe il malcontento, un risultato dovuto principalmente alla continuata partecipazione della Russia alla prima guerra mondiale e gli effetti economici dei combattimenti sulla società russa. 
Il malcontento sentito dal popolo russo raggiunse un picco con l'offensiva Kerensky il 15 luglio 1917 (1º luglio secondo il calendario giuliano). L'offensiva di Kerenskij doveva alzare il morale delle truppe e recuperare il sostegno alla partecipazione russa alla guerra. L'offensiva terminò provocando l'effetto opposto. Truppe e lavoratori divennero frustrati per il continuo coinvolgimento della Russia, il che portò alla rivolta dei Giorni di luglio.
I Giorni di luglio ebbero luogo nella capitale russa di San Pietroburgo dal 16 al 20 luglio (dal 3 al 7 luglio secondo il Calendario giuliano) e fu una ribellione contro il Governo provvisorio. Le dimostrazioni durante i Giorni di luglio non alleviarono le frustrazioni del popolo russo e continuarono senza tregua per tutta quell'estate, causando richieste di maggior disciplina e di un governo più forte e unito. Il disagio salì anche tra gli industriali e gli uomini d'affari. Il sostegno per la restaurazione dell'ordine era forte anche tra i membri del Governo provvisorio.
Immediatamente dopo i Giorni di luglio, Aleksander Kerenskij divenne primo ministro del Governo provvisorio e rapidamente nominò Kornilov comandante in capo dell'Esercito russo. Con l'aiuto di ufficiali dell'Esercito russo, Kornilov tra quelli, egli contava di varare una forma più unita di governo. Gli ufficiali temevano che la scarsa disciplina tra le loro truppe fosse responsabile della scarsa efficacia dell'Esercito Russo nella guerra. Essi richiedevano la reintroduzione della pena di morte sulla linea del fronte e l'abolizione dei vari comitati dei soldati che erano spuntati nei mesi successivi all'ordine n. 1 del 28 marzo 1917 (14 marzo secondo il calendario giuliano)
Gli ufficiali, specialmente Kornilov, volevano porre fine a ogni segno di rivoluzione in Russia, particolarmente rispetto ai bolscevichi. Kornilov mobilitò le sue truppe verso San Pietroburgo per rispondere alla minaccia rivoluzionaria, poco dopo essere stato nominato comandante in capo.

## Il caso
Mentre vi sono state molte opinioni contrastanti specificatamente su come questo fatto fosse potuto accadere, così come esso fu realizzato, un fatto certo fu che, per restaurare la pace in Pietroburgo, Kornilov, stava organizzando una forza militare per entrare a Pietroburgo ed eliminare i Soviet.
Che Kornilov abbia fatto ciò come mezzo per imporre una dittatura militare dopo il suo successo, o si sia trattato semplicemente di un comportamento derivato da ordini di Kerenskij, non è chiaro, ma quel che è certo è che Kerenskij non aveva alcuna intenzione di consentire a Kornilov di entrare in Pietroburgo con un esercito, temendo la prima possibilità. Nello sforzo di evitare ciò, il 10 settembre 1917 (27 agosto secondo il calendario giuliano), Kerenskij aveva inviato a Kornilov un telegramma informandolo della sua destituzione e ordinandogli di tornare a San Pietroburgo. Il telegramma non impedì i progressi di Kornilov verso San Pietroburgo come inteso, ma invece più probabilmente accelerò l'avanzata delle sue truppe quando Kornilov, dopo aver letto il messaggio, desunse che San Pietroburgo fosse caduta sotto il controllo dei bolscevichi.
Kornilov aveva il sostegno dell'addetto militare britannico, brigadier-generale Alfred Knox, e Kerenskij accusò Knox di fare propaganda per Kornilov. Kerenskij sostenne anche che Lord Milner gli aveva scritto una lettera esprimendo sostegno a Kornilov. Si dice anche che uno squadrone di carri armati britannico, comandato da Oliver Locker-Lampson e indossante uniformi russe avesse partecipato al colpo.
Nel corso dei pochi giorni successivi, dato che il Governo provvisorio aveva provato a presentare un piano concreto per evitare l'imminente attacco, il Soviet di Pietroburgo aveva preso delle misure per difendersi dalle truppe di Kornilov che stavano avanzando. Una di queste misure fu la creazione del Comitato per la battaglia contro la controrivoluzione dell'11 settembre 1917 (28 agosto secondo il calendario giuliano). I partecipanti del comitato erano rappresentanti dei due comitati esecutivi nazionali dei Soviet di operai, soldati e contadini, del Soviet di Pietroburgo, del Consiglio generale centrale dei sindacati, dei partiti social rivoluzionario (SR) e menscevico. I membri più importanti di questo comitato erano i bolscevichi, che avevano un ampio sostegno di base presso la classe inferiore, compresi organizzatori bolscevichi quali Leone Trotsky, che era stato precedentemente imprigionato ma poi rilasciato per ordine del Soviet di San Pietroburgo, per cooperare all'organizzazione della difesa di San Pietroburgo.
I Soviet avevano effettuato molte azioni, quali lavorare con i sindacati dei lavoratori delle ferrovie per impedire l'avanzamento dell'esercito di Kornilov verso San Pietroburgo così come infiltrare l'esercito allo scopo di sabotaggio e convincere i soldati nella forza della diserzione, tutto in uno sforzo di fermare e indebolire le forze di Kornilov. In Pietroburgo ai sovietici, in particolare ai bolscevichi, per le ragioni la cui importanza emergerà più oltre, vedremo che furono elargite munizioni e armi nel caso in cui le truppe di Kornilov avessero dovuto arrivare a San Pietroburgo e che fosse risultato necessario combattere. Comunque non fu necessario poiché il 13 settembre 1917 (30 agosto calendario giuliano) l'esercito di Kornilov aveva perso un gran numero di soldati senza ulteriore sostegno per il movimento di Kornilov, il caso era terminato con una fine senza spargimento di sangue.

## Conseguenze
Dopo il fallimento del colpo, Kornilov fu rimosso dalla sua posizione di comandante in capo e incarcerato nella fortezza di Bychaŭ insieme a 30 altri ufficiali dell'esercito, accusati di coinvolgimento nella cospirazione.
Il Governo provvisorio aveva perduto ogni credibilità e si sbriciolò. Poco dopo Lenin prese il potere con i bolscevichi e la Rivoluzione d'ottobre del 7 novembre 1917 (25 ottobre, secondo il calendario giuliano); Kornilov cercò di fuggire dalla fortezza di Bykhov e proseguì istituendo l'Armata dei Volontari che combatté i bolscevichi durante la guerra civile russa. Egli rimase ucciso nella battaglia contro le forze bolsceviche nella città di Ekaterinodar nell'aprile del 1918.
Il principale beneficiario del caso Kornilov fu il Partito Bolscevico, che godette di una ripresa nel sostegno e nella forza alla vigilia del tentato colpo di Stato. Kerensky rilasciò i bolscevichi che erano stati arrestati durante le Giorni di luglio pochi mesi prima, quando Vladimir Lenin fu accusato di essere al soldo dei tedeschi e conseguentemente fuggì in Finlandia. L'appello di Kerensky al Soviet di Pietroburgo per essere sostenuto ebbe come risultato il riarmo dell'Organizzazione militare bolscevica e il rilascio dei prigionieri politici bolscevichi, compreso Leone Trotsky. Benché queste armi non fossero necessarie per sconfiggere l'avanzata delle truppe di Kornilov ad agosto, esse furono tenute dai bolscevichi e utilizzate nella loro vincente Rivoluzione d'ottobre. Il sostegno bolscevico tra il popolo russo aumentò anche a seguito del Caso Kornilov, una conseguenza dell'insoddisfazione della gestione del Governo provvisorio di Kornilov. A seguito della Rivoluzione d'ottobre, Lenin e i bolscevichi presero il potere e il Governo provvisorio di cui Kornilov faceva parte, cessò di esistere. Frammenti del Governo provvisorio furono una forza cruciale nella guerra civile russa che ebbe luogo in risposta alla presa del potere da parte di Lenin.
Nonostante il rifiuto del corpo degli ufficiali di partecipare all'ammutinamento di Kornilov, essi erano irritati dalla punizione infertagli da Kerensky, come la sistemazione della sinistra da parte di Kerensky e il suo ordine di arresto di eminenti generali. Ciò sarebbe tornato nella caccia a Kerensky poiché i militari non tennero conto della sua richiesta di difendere il governo quando i bolscevichi attaccarono nel corso della Rivoluzione d'ottobre nel 1917.

## Storiografia
Molte scuole di pensiero intorno al Caso Kornilov offrono interpretazioni contrastanti e hanno provocato dibattiti tra gli storici.
Mark D. Steinberg presenta le convinzioni in conflitto e le opinioni politiche sul Caso Kornilov. Egli sostiene che il fatto fu "una strana mistura di cospirazione e confusione". Una volta che il tentativo ebbe termine, molti cittadini espressero opinioni scettiche riguardo a ciò che effettivamente accadde tra Kornilov e Kerensky. Da parte della sinistra, coloro che difendevano Kornilov credevano che Kerensky avesse intenzionalmente pianificato la presa del potere, ma pubblicamente disapprovavano il ritenere che fosse la figura salvatrice nel centro della turbolenza. Un altro aspetto che Steinberg pone in luce è che la destra riteneva che Kerensky si fosse rivoltato contro Kornilov. Quindi, le opinioni riguardanti questo caso perpetuarono vieppiù la separazione tra destra e sinistra delle parti politiche.
Discutendo sugli eventi che hanno condotto a questo caso, Steinberg analizza il coinvolgimento dell'ex ministro del Governo provvisorio Vladimir Nikolaevich Lvov. Prima che il caso avvenisse, Lvov identificò sé stesso a Kornilov come un "emissario per il primo ministro", che non era la sua vera occupazione. Attraverso la sua interazione con Kornilov, Lvov venne a sapere che Kornilov voleva creare un governo più forte e più unito, dove egli avesse più di una voce. Quindi, Lvov continuò a esprimere questi "desiderata" a Kerensky, ma quest'ultimo vide in questa informazione una proposta che minacciava di prendere il potere del governo. Di qui, Kerensky si preparò a difendere la capitale dalle truppe avanzanti di Kornilov e le sue aspirazioni di ottenere il potere. Si può considerare che, sebbene comunicassero con l'aiuto di Lvov, le differenti intenzioni sia di Kornilov che di Kerensky, furono mal comunicate o mal rappresentate in conversazione, il che perpetuò i tentativi del governo di prendere il potere.
Negli anni dopo il caso, Kerensky lo descrisse come una cospirazione della destra che "... sviluppò lentamente, sistematicamente, con freddo calcolo di tutti i fattori coinvolti che condizionavano il suo possibile successo o fallimento." Kornilov, d'altra parte, sostenne che Kerensky fu "tirato dentro" questa cospirazione molto dopo che il lavoro preparatorio era stato completato. In una intervista del 1966 con il giornalista sovietico Genrikh Borovik, Kerensky elaborò ulteriormente la sua teoria sostenendo che Winston Churchill avesse giocato un ruolo centrale nella cospirazione.
Nel 1970 Harvey Asher, che ricevette il suo dottorato in storia e compì ricerche sulla Rivoluzione russa, suggerì che Kerensky e Kornilov avessero un accordo per usare i militari per restaurare l'ordine nella Russia. Asher quindi prosegue nell'arguire che, appreso da Lvov che Kornilov favoriva l'idea di una dittatura militare, Kerensky rinnegò il loro accordo nel timore di essere sollevato dal potere.
Secondo lo storico britannico John Keegan, Kornilov era manovrato da altri nel tentativo di effettuare il colpo di Stato, ma egli non diceva chi fossero gli altri. Un primo storico, AJP Taylor, credeva che Kerensky incoraggiasse il colpo fino a che realizzò che Kornilov intendeva distruggere sia i bolscevichi, sia ogni traccia di democrazia, compreso Kerensky stesso.
Lo storico americano Richard Pipes avanzò un'altra interpretazione dell'evento nella sua opera The Russian Revolution: 1899–1919. Pipes sostenne che, lungi dal trattarsi un complotto di Kornilov, vi fu infatti un  "Complotto di Kerensky" preparato per screditare il generale come caporione di un'immaginaria ma ampiamente anticipata controrivoluzione, la soppressione della quale avrebbe elevato il primo ministro in una posizione di popolarità e potere senza rivali, abilitandolo ad affrontare la crescente minaccia dei Bolscevichi."